# Chyliza elegans
Espèce
Chyliza elegans est une espèce de petites mouches de la famille des Psilidae et de la sous-famille des Chylizinae. Elle est trouvée à Taïwan.